# Ratusz gminy Michałkowice
Ratusz gminy Michałkowice – dawna siedziba Urzędu Gminy Michałkowice, położona przy ulicy Krakowskiej 1 (róg z ulicą Kościelną) w Siemianowicach Śląskich, na terenie dzielnicy Michałkowice. Powstał on w 1914 roku według projektu Völgera, zaś swoje funkcje budynek pełnił do 1951 roku, kiedy to Michałkowice włączono w granice Siemianowic Śląskich. Obecnie budynek ten pełni funkcje mieszkalne.

## Historia
Gmach michałkowickiego ratusza został oddany do użytku w 1914 roku w narożniku obecnej ulicy Kościelnej i ulicy Krakowskiej. Został on zaprojektowany rok wcześniej przez budowniczego Völgera. Powstał on w miejscu innego, mniejszego budynku. Pełnił on swoją pierwotną funkcję do 1951 roku, kiedy to gminę Michałkowice przyłączono do Siemianowic Śląskich. Gmach został zaś przeznaczony na cele mieszkalne.
Budynek został częściowo wyremontowany. W ramach prac wykonano remont schodów prowadzący na taras znajdujący się od strony ulicy Krakowskiej, a także zabezpieczono i zamknięto wejścia do klatek schodowych.

## Charakterystyka
Gmach dawnego ratusza gminy Michałkowice znajduje się przy ulicy Krakowskiej 1 w Siemianowicach Śląskich, w dzielnicy Michałkowice. Jest to symetryczny budynek na rzucie zbliżonym do litery H, z dwoma skrzydłami bocznymi i dwubiegunowymi schodami prowadzącymi na taras znajdujący się od strony ulicy Krakowskiej. Z niego też wchodzi się do wnętrza gmachu, a przy wejściu na taras w przeszłości znajdowały się także dwie latarnie. Klatka schodowa znajduje się po lewej stronie tarasu. Powstała ona na planie ściętego koła i kryta jest dachem w kształcie kopuły.
Gmach jest kryty dwuspadowym dachem i zwieńczony wysokimi szczytami, które doświetlone są poprzez prostokątne okna. Michałkowicki ratusz posiada w większości prostokątne okna, zaś trzy duże okna od strony ulicy Krakowskiej zwieńczone są łukami pełnymi.
W rogu budynku, na drugiej kondygnacji znajduje się półkolisty wykusz, w którym mieścił się gabinet naczelnika gminy. Na pierwszym piętrze, będącym kondygnacją typu piano nobile, znajdowały się biura gminy. Do gabinetu naczelnika wchodziło się przez sekretariat, zaś obok znajdował się pokój asystenta, a dalej: biuro meldunkowe, poczekalnia i kasa. W części środkowej ratusza z dużego holu wchodziło się dawniej do biblioteki. W lewym skrzydle ratusza mieściły się następujące pokoje: placówka policji, pokoje asystentów, pokój przesłuchań, sekretariat urzędu i sala posiedzeń rady gminy, zaś na wyższych kondygnacjach mieszkania pracowników urzędu.
Gmach michałkowickiego ratusza obecnie pełni funkcje mieszkalne, zaś w wysokich sutenerach znajdują się placówki handlowo-usługowe. Budynek dawnego ratusza jest wpisany do gminnej ewidencji zabytków miasta Siemianowice Śląskie.